# Emília Rotter
Emília Ilona Rotter (później Szmolár, ur. 8 września 1906 w Budapeszcie, zm. 28 stycznia 2003 tamże) – węgierska łyżwiarka figurowa pochodzenia żydowskiego, dwukrotna medalistka olimpijska, wielokrotna mistrzyni świata, Europy i Węgier. Jej partnerem na lodzie był László Szollás, z którym zdobyła pierwszy dla Węgier medal na zimowych igrzyskach olimpijskich.

## Życiorys
Rotter zaczynała karierę startując wraz z Gyulą Szábo, ale to wraz z Szollásem stworzyli jedną z najlepszych węgierskich par łyżwiarskich. Byli wicemistrzami Europy w 1930 i 1931 roku, ponadto w 1931 roku zdobyli w Berlinie pierwszy tytuł mistrzów świata. W 1932 roku nie udało im się zdobyć żadnego międzynarodowego mistrzostwa, kończąc mistrzostwa świata na drugim i igrzyska olimpijskie na trzecim miejscu. Zdobyli jednak dla Węgier pierwszy medal zimowych igrzysk olimpijskich.
Najlepszym okresem dla pary węgierskiej były jednak lata 1933-1935, kiedy zdobyli trzy mistrzostwa świata i mistrzostwo Europy (1934), jednak znowu nie udało im się zdobyć złota olimpijskiego w 1936, ponownie kończąc zawody na trzecim miejscu. Po tym sezonie zakończyli oni wspólne starty na arenie międzynarodowej.
Byli sześciokrotnymi mistrzami Węgier.
Rotter pracowała potem na Uniwersytecie Techniczno-Ekonomicznym w Budapeszcie.
W 1995 roku została przyjęta do Jewish Sports Hall of Fame.